# Pavois (marine)
Pour l'objet original, voir Pavois.
En termes de marine, l'origine du mot pavois  (issu de l'italien "pavese", "de Pavie" ville où l'on fabriquait des boucliers réputés au XIV° s.]) est la couverture par l'extérieur des bastingages des vaisseaux (de guerre). Ils étaient à l'origine recouverts de bandes de tissus de couleur les jours de solennité. On parlait alors de pavoiser.
Avec l'adoption des pavillons alphabétiques de code, ceux-ci furent adoptés pour cette ornementation.
Par extension, de nos jours et pour les fêtes, on hisse tous les pavillons disponibles dans la mâture, attachés les uns aux autres : c'est ce que l'on nomme le grand pavois.
Le pavois est également la partie prolongeant le bordé de coque au-dessus du pont. Il est surmonté d'une lisse de pavois. Ce pavois peut être en dur ou tubulaire (batayolles). On y trouve des ouvertures : les sabords de décharge qui permettent d'évacuer l'eau présente sur le pont (voir également dalot). Aujourd'hui le pavois sur un bateau a pour des raisons de sécurité une hauteur réglementaire de 1 m.

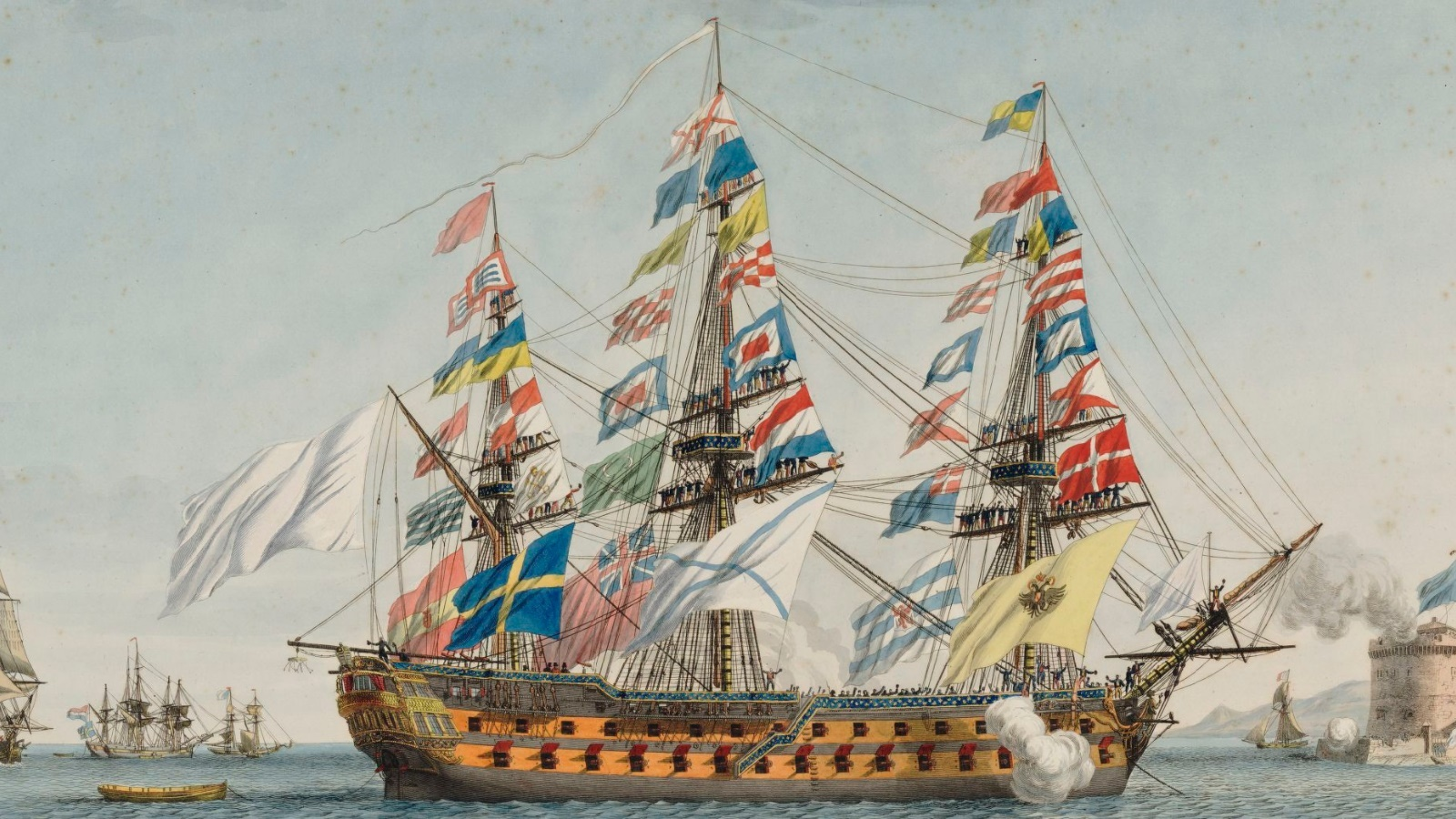
Vaisseau de guerre pavoisé avec les couleurs des puissances européennes en 1814.
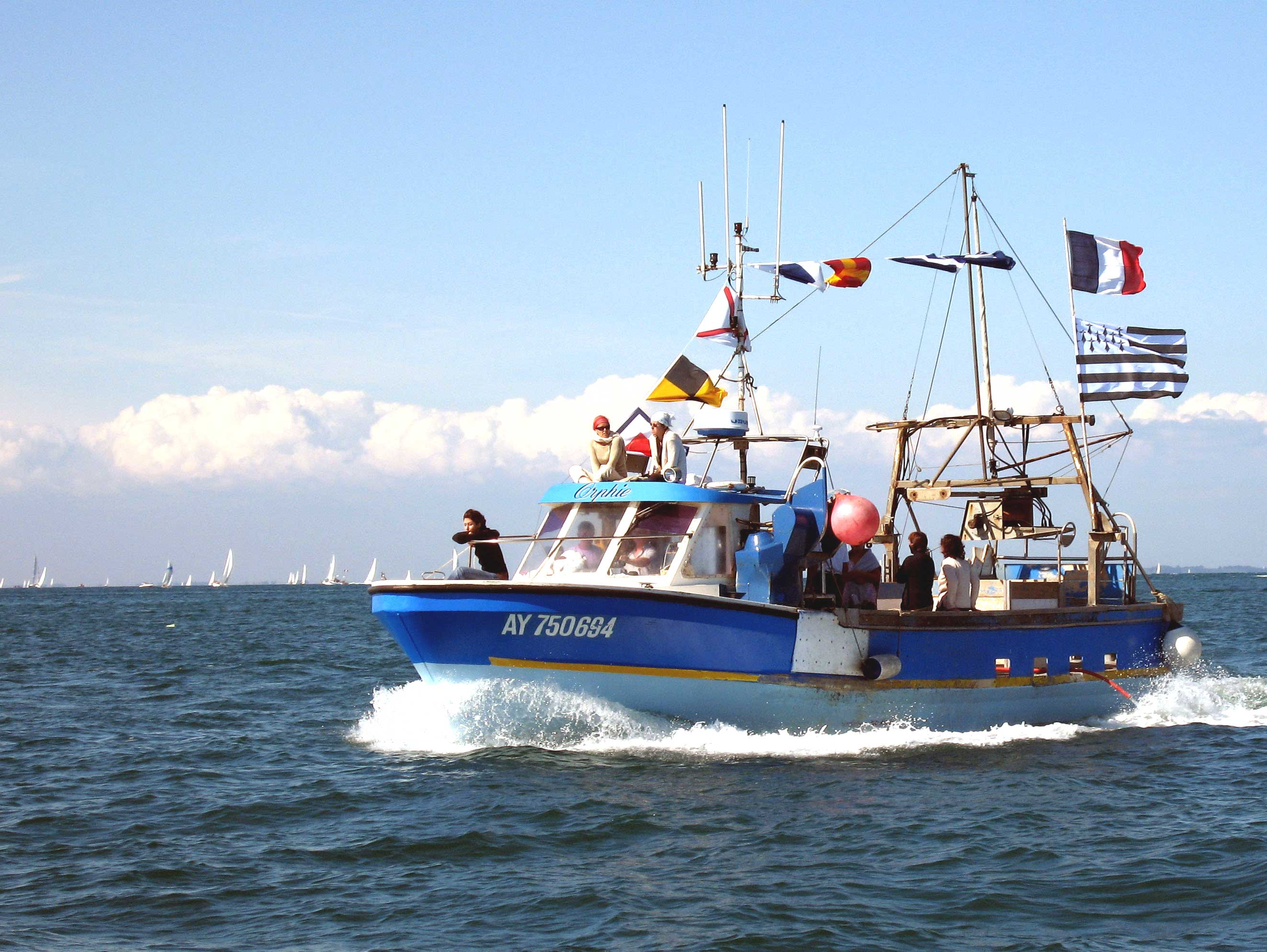
Bateau de pêche pavoisé pour la fête de la Mer dans la baie de Quiberon.
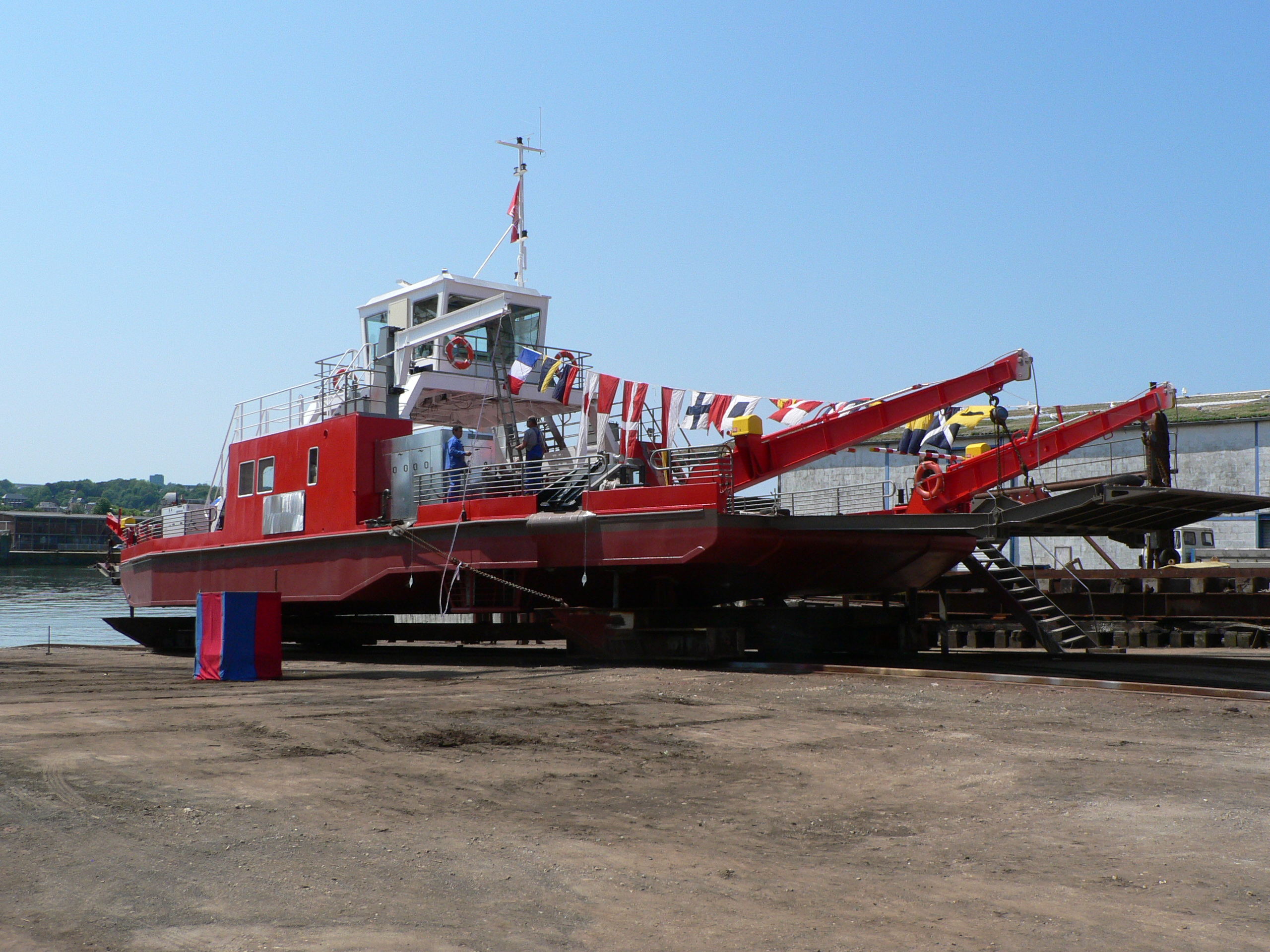
Pose d'un grand pavois pour le baptême d'un bac.